# キャサリン・オブ・ブラガンザ

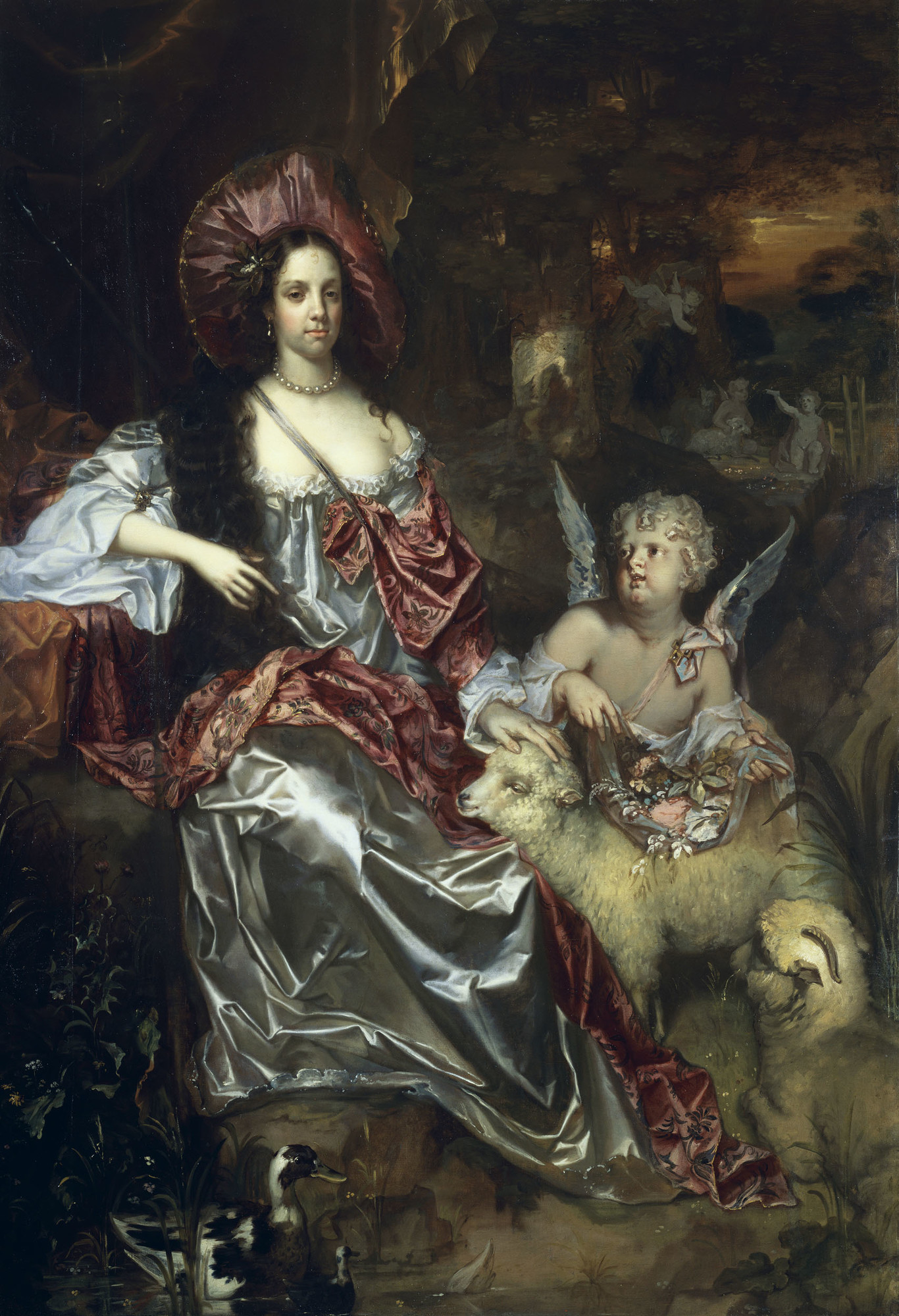
キャサリン・オブ・ブラガンザ（ヤコブ・ユイスマンス画）

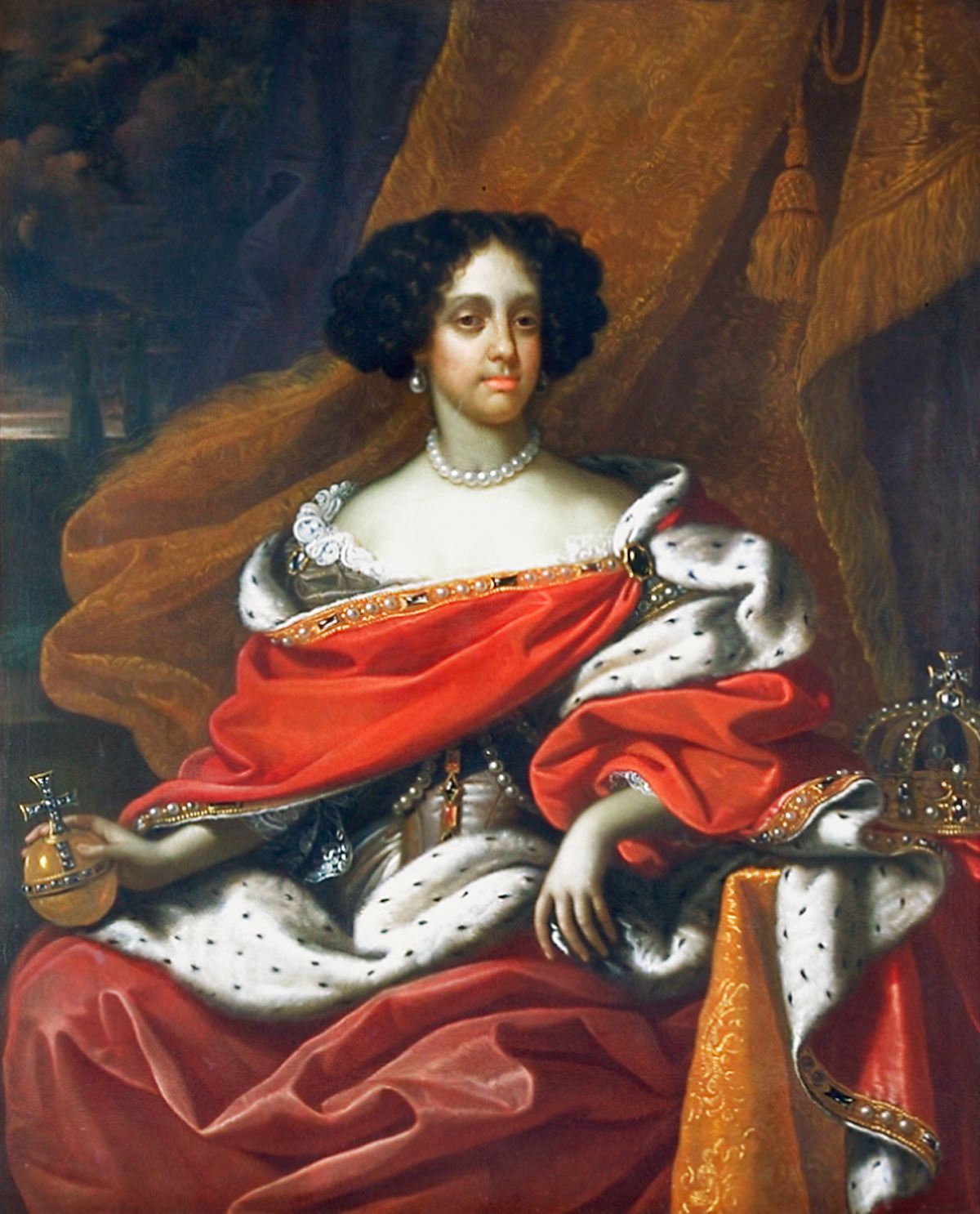
キャサリン・オブ・ブラガンザ（ベネデット・ジェンナーリ（孫） 画）

キャサリン・オブ・ブラガンザ（Catherine of Braganza、1638年11月25日 - 1705年11月30日）は、イングランド王チャールズ2世の王妃。ポルトガル語名はカタリナ・デ・ブラガンサ（Catarina de Bragança）。

## 生涯

### ポルトガル独立と政略結婚
1638年11月25日、キャサリンはポルトガルのリスボンで、後のポルトガル国王ジョアン4世（当時はブラガンサ公）とその妻ルイサ・フランシスカ・デ・グスマン（メディナ・シドニア公の娘）との次女カタリナとして誕生した。ちなみに、彼女の母方の血筋を辿っていくと、チェーザレ・ボルジアの弟ガンディア公フアンにたどり着く。
父ブラガンサ公ジョアンは、1640年12月1日にポルトガル国民の圧倒的支持を受けてスペインからの独立を宣言し、ブラガンサ朝を開いて、後に改革王（葡: o Restaurador）と呼ばれるようになる。しかし、この独立でスペインとの長期にわたる戦争（ポルトガル王政復古戦争）が始まり、ポルトガル一国では対処できない事態になっていった。そこでジョアン4世は当初、スペインと敵対関係にあったフランスとの同盟を1641年6月1日に結ぶが、1659年にフランスがスペインとの和平を実現させたピレネー条約によってこの同盟関係は無力化し、ポルトガルの独立は危うくなっていった。
ジョアン4世が次に目をつけたのがイングランドとの同盟である。そのためジョアン4世は、娘カタリナを8歳年上のチャールズ王太子（後のチャールズ2世）に嫁がせ、両国間の同盟関係の樹立を図るべく奔走することとなった。この縁談はカタリナが生まれた頃から画策され、1640年12月1日に婚約が交わされていた。しかし、その後イングランドでのピューリタン革命に伴う混乱によって長らく棚上げとなっていた。これが実現するのは1660年のイングランドにおける王政復古の後である。こうして1662年5月21日に2人はポーツマスで結婚した。さらに、この結婚によって北アフリカのタンジールとインドのボンベイ（現・ムンバイ）が持参金としてイングランドにもたらされた。この2つの土地は、後年イギリスの海外進出の拠点として重要な位置を占めることとなる。そして莫大な持参金はイングランドが抱える負債の問題も解決されたほどのものであった。

### カトリック信仰と戴冠の拒否
このように、この結婚はイングランドにとって後の大英帝国の発展の原点とも言える2つの植民地の獲得につながった反面、王妃となったキャサリンのカトリック信仰がイングランド国内、特に議会との間に大きな問題を引き起こすこととなる。それが最初に表面化したのは、キャサリンの王妃としての戴冠拒否という事件である。熱心なカトリックであったキャサリンは、戴冠式がイングランド国教会の典礼によって行なわれることを知ると、これを断固拒否した。宗教を理由に戴冠を拒否した王妃は、英国史上キャサリンただ1人である。夫チャールズ2世は新妻にあれこれ強制するのは好まず、事を荒立てなかったが、これに噛み付いたのが国教会信徒の多い議会である。この戴冠拒否問題以後、事あるごとに王妃を追い落とすべく議会の画策が続くことになる。

### 「陽気な王様」との結婚生活
こうしてイングランドに嫁いだキャサリンであったが、その結婚生活には常に夫の女性関係が付きまとうこととなった。夫・チャールズ2世は美人だったキャサリンを一目で気に入り、生涯大切にしたが、反面「陽気な王様」（英: Merry Monarch）とあだ名される女好きで、生涯に公認されただけでも愛人が14人、認知された庶子が14人という記録の持ち主であった。その14人の愛人達の中で特に王妃との関わりが深かったのは、カースルメイン伯爵夫人バーバラ・ヴィリアーズである。バーバラはロンドン美人と呼ばれるほどの美女であったが、気性が激しく、自分の思い通りにならないとかんしゃくを起こし、廷臣にやつ当たりし、王に無理難題を求めるわがままな女性であった。バーバラは、新婚のチャールズ2世とキャサリンがハンプトン・コート宮殿に住むことが決まった時、自分もそこに住むといって騒動を起こした。さらにそれだけではなく、無理矢理王妃付きの女官にまでなってしまい、王妃は嫌でもこの愛人と顔を合わせなければならなくなった。
その後も、ネル・グウィン、ルイーズ・ケルアイユ、マザランの姪オルタンス・マンチーニなど、入れ替わり立ち替わり夫の愛人が現れた。温和だったキャサリンは、ポルトガルへの帰国を考えたこともあったものの、愛人を多く作りながらも王妃のことは大切にするというチャールズ2世の姿勢と、1669年まで数回の妊娠がありながらも世継ぎを出産できなかったことへの引け目から、思いとどまることとなった。しかし、チャールズ2世はバーバラ・ヴィリアーズをはじめ、多くの愛人たちの間に大勢の庶子を儲けた。その中からは、1685年に王位を継承したジェームズ2世に対して反乱を起こしたモンマス公ジェイムズ・スコットのように、王位継承を求める人物も現れた。

### 夫の死とその後の動向
王妃が世継ぎを産まなかったことによって、1685年2月6日にチャールズ2世が死去すると、王位は弟のジェームズ2世が継承することとなった。未亡人となったキャサリンは、カトリック教徒であったジェームズ2世の治世中はイングランドに留まっていたが、1689年に名誉革命でプロテスタントのウィリアム3世とメアリー2世が即位したことを受けて帰国を決意し、1693年、31年ぶりに故国ポルトガルに帰国した。その後は1705年11月30日に亡くなるまで弟のペドロ2世（通称：太平王、o Pacífico）の元で暮らした（一時、弟の摂政も務めている）。

## 紅茶を飲む習慣をもたらす
イングランドにおいて最初に紅茶がもたらされたのは、キャサリンが嫁いだ1662年前後のことである。当時の紅茶は大変な高級品で、よほど身分が高くなければ手に入れることはかなわなかった。しかし、これを毎日のように飲んでいたのがキャサリンであった。これは、当時貿易先進国として繁栄していたポルトガルの王女だったからこそできた贅沢である。彼女が生活していたサマーセット・ハウスでは、訪問者にこの紅茶が毎日ふるまわれ、人気を呼んでいた。そしてそこから、イングランドにおける喫茶の習慣が確立していくこととなる。